# Miguel Morris
Miguel Samuel Morris Yrisarry, plus connu comme Junior Morris ou Morris III, né le 20 août 1880 à Manille, Capitainerie générale des Philippines et mort le 16 juin 1951 à Barcelone, est un footballeur hispano-philippin d'origine britannique. Il jouait au poste de défenseur ou comme milieu de terrain. Il est un des pionniers de la pratique du football à Barcelone et en Espagne avec ses frères aînés Samuel et Henry.

## Biographie
Miguel Morris naît à Manille qui est alors une colonie espagnole. Il est le fils de l'entrepreneur et ingénieur anglais Samuel James Morris Campbell et de sa seconde épouse, l'Espagnole Victorina Juliana Yrisarry Errasquin.
En 1886, la famille Morris quitte les Philippines et s'installe à Barcelone où le père avait été muté afin de diriger les compagnies Barcelona Tramways Company Limited et Sociedad del Tranvía de Barcelona, Ensanche y Gracia,.
Sur les terrains proches de l'hippodrome de Can Tunis, James Morris enseignent à ses trois fils Samuel, Enrique (Henry) et Júnior (Miguel) la pratique du football, sport qui était alors pratiquement inconnu à Barcelone.
Au début des années 1890, les Morris, père et fils, avec d'autres membres du British Club, participent aux premiers matchs de football organisés à Barcelone.

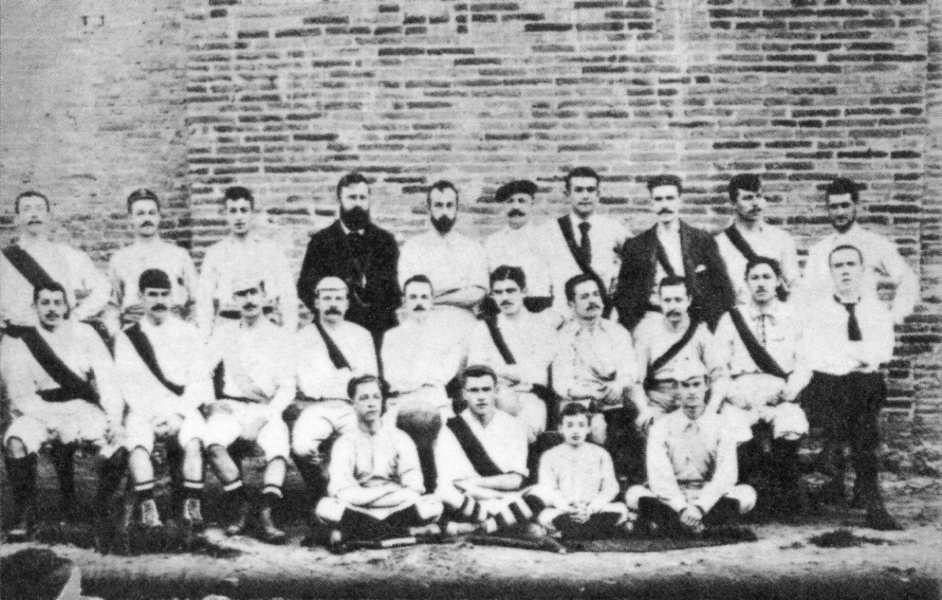
Miguel Morris, encore enfant, apparaît sur la plus ancienne photo d'une équipe de football espagnole datant de 1892 avec son père (coiffé d'un béret) et son frère Samuel (debout, deuxième depuis la gauche).

En 1899, Miguel Morris part vivre à Londres avec son père puis revient à Barcelone en 1901. Il commence alors à jouer au Hispania Athletic Club où jouent déjà ses frères Samuel et Henry. En 1902, les trois frères Morris renforcent le FC Barcelone lors de sa participation à la Copa de la Coronación, premier championnat national disputé en Espagne et ancêtre de l'actuelle Coupe du Roi. Les trois jouent la finale perdue face au Bizcaya (ancêtre de l'Athletic Bilbao).
Après cette parenthèse avec le Barça, les frères Morris continuent à jouer au Hispania AC jusqu'en 1903, date à laquelle le club est dissout faute de joueurs ; ils rejoignent alors le FC Barcelone. Miguel Morris quitte le Barça après avoir remporté le championnat de Catalogne de 1905. Entre 1905 et 1908, il vit à Madrid où il joue avec le Moncloa FC et la Sociedad Gimnástica Española. À son retour à Barcelone, il joue de nouveau avec le Barça et remporte le championnat de Catalogne en 1909.